# Padirac
Padirac is een gemeente in het Franse departement Lot (regio Occitanie) en telt 168 inwoners (1999). De plaats maakt deel uit van het arrondissement Gourdon.

## Geografie
De oppervlakte van Padirac bedraagt 8,9 km², de bevolkingsdichtheid is 18,9 inwoners per km².

## Bezienswaardigheden in de regio
- Gouffre de Padirac

De onderstaande kaart toont de ligging van Padirac met de belangrijkste infrastructuur en aangrenzende gemeenten.

## Demografie
Onderstaande figuur toont het verloop van het inwonertal (bron: INSEE-tellingen).